# Bartnelke
Die Bartnelke (Dianthus barbatus) ist eine Pflanzenart aus der Pflanzengattung der Nelken (Dianthus) innerhalb der Familie der Nelkengewächse (Caryophyllaceae). Die Heimat der Bartnelke sind die Pyrenäen, die Ostkarpaten, der Balkan, die chinesische Provinz Jilin, Nordkorea und die südöstliche russische Region Primorje. Sorten, die aus dieser Art gezüchtet wurden, werden als Zierpflanzen verwendet und verwildern manchmal.

## Beschreibung

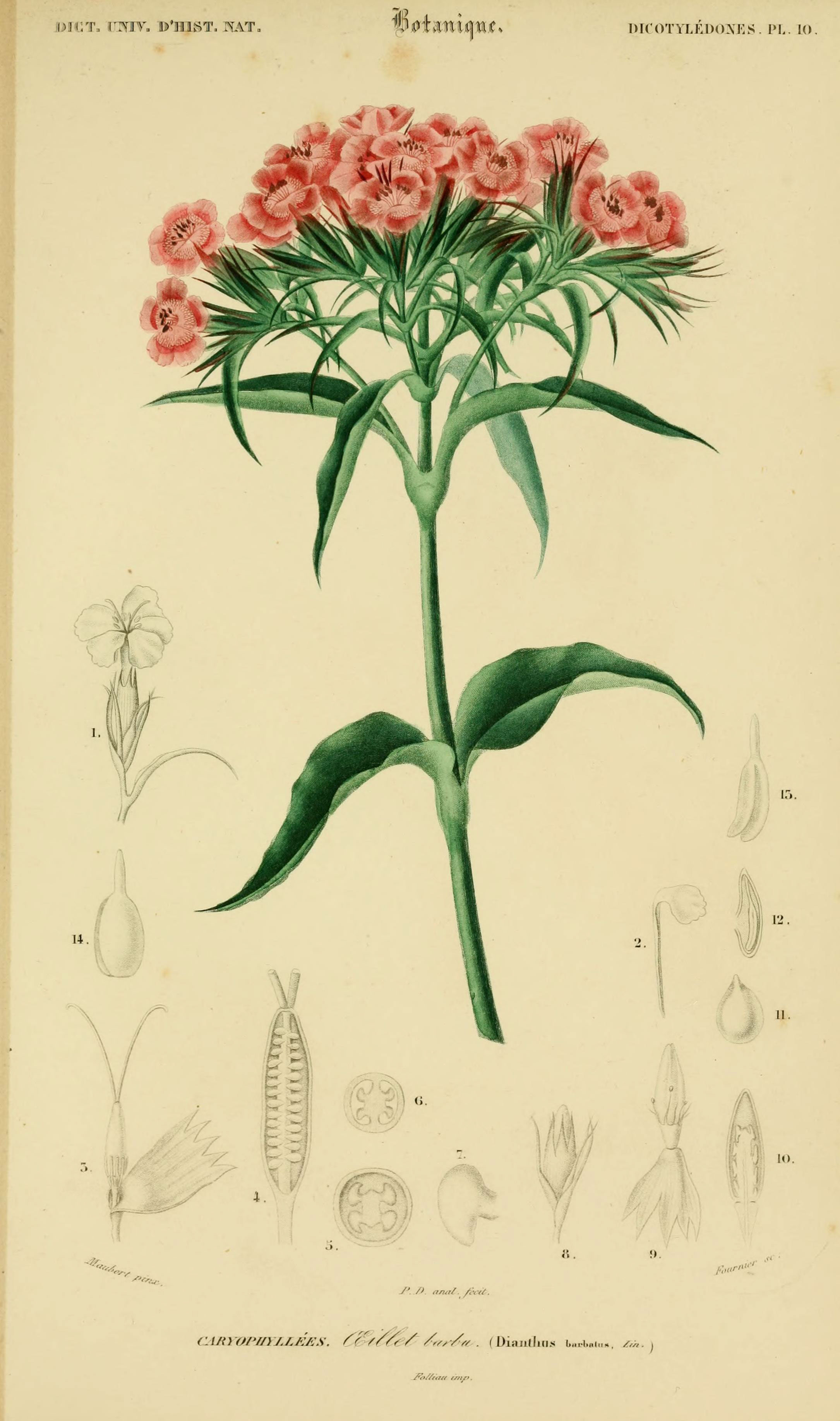
Illustration aus Dictionnaire universel d'histoire naturelle (Dicotyledones Tafel 10)

### Vegetative Merkmale
Die Bartnelke ist eine zweijährige bis ausdauernde, krautige Pflanze, die Wuchshöhen von meist 30 bis 50 (20 bis 60) Zentimetern erreicht. Die oberirdischen Pflanzenteile sind kahl. Im ersten Jahr wird nur eine Blattrosette gebildet. Im zweiten Jahr werden die Stängel mit den Blütenständen gebildet. Der meist einfache, manchmal im oberen Bereich verzweigte Stängel ist kahl. Die gegenständig am Stängel angeordneten Laubblätter sind sitzend bis selten kurz gestielt. Die einfache, dunkelgrüne Blattspreite ist bei einer Länge von 3 bis 12 Zentimetern und einer Breite von 5 bis 25 Millimetern eilanzettlich mit spitzem oberen Ende und ist ganzrandig. Die Blattscheiden sind 5 bis 10 Millimeter lang.

### Generative Merkmale
Die Blütezeit reicht von Juni bis September. In einem endständigen, zymösen Blütenstand befinden sich (20-) 30 bis 50 (bis 70) Blüten dicht zusammen.
Bei der Wildform sind die Blüten rot auf weißem Grund; die Farben bei Kulturpflanzen reichen von weiß, rosa-, lilafarben und rot bis zu gemischten Varianten. Die zwittrigen Blüten sind radiärsymmetrisch und fünfzählig mit doppelter Blütenhülle. Es sind zwei bis drei Paare langer, spitz zulaufender, granniger, hautrandiger Außenkelchblätter vorhanden. Die fünf, kahlen, rippigen und zugespitzten Kelchblätter sind basal röhrig verwachsen und 1,5 bis 1,8 Zentimeter lang. Die fünf Kronblätter sind lang genagelt und gefranst. Es sind zwei Kreise mit je fünf, kurzen, basal verwachsenen Staubblättern und zwei lange, schlanke Griffel am oberständigen, zylindrischen, kurz gestielten Fruchtknoten vorhanden. Die Narbe ist papillös und weit herablaufend. Es sind an der Staubblattbasis innen Nektarien vorhanden.
Die etwa 1 Zentimeter lange und oben vierklappige Kapselfrucht enthält viele Samen. Die schwarzen Samen sind flach und bei einer Größe von 2 bis 3 Millimetern eiförmig.
Die Chromosomenzahl beträgt 2n = 30.

## Standortbedingungen
Die Bartnelke wächst in Mitteleuropa in lichten Wäldern und Gebüschen, an Waldrändern und auf Wiesen besonders in der montanen und subalpinen Höhenstufe. Sie steigt an der Pasterze in eine Höhenlage von bis 2500 Meter auf.

## Ökologie
Bei der Bartnelke handelt es sich um einen Hemikryptophyten.
Die Bartnelke ist Wirtspflanze vom Rostpilz Puccinia arenariae dessen Telien auf ihr vorkommen.

## Systematik und Verbreitung

### Taxonomie
Die Erstveröffentlichung von Dianthus barbatus erfolgte 1753 durch Carl von Linné in Species Plantarum, Tomus I, Seite 409.

### Varietäten und ihre Verbreitung
Von der Bartnelke gibt es in Europa ursprüngliche Fundorte in Spanien, Frankreich, Italien, Österreich, Tschechien, Polen, in der Slowakei, in Slowenien, Ungarn, Serbien, Kroatien, Montenegro, Albanien, Nordmazedonien, Bulgarien, Rumänien und in der Ukraine.
Je nach Autor gibt es wenige Unterarten und Varietäten:
- Dianthus barbatus L. subsp. barbatus: Sie kommt ursprünglich in Spanien, Andorra, Frankreich, Italien, Slowenien, Österreich, Ungarn, Polen, Slowakei, Bulgarien, Rumänien, in der Ukraine und in der Türkei vor.[6]
  - Dianthus barbatus L. var. barbatus: Die Heimat ist Europa.
  - Dianthus barbatus var. asiaticus Nakai: Die Heimat ist nur der östliche bis südliche Teil der chinesischen Provinz Jilin und Nordkorea.[1][7]
- Dianthus barbatus subsp. compactus (Kit.) Heuff. (Syn.: Dianthus compactus Kit.): Sie kommt in Polen, in der Slowakei, in Österreich, Ungarn, Italien, Serbien, Bosnien und Herzegowina, Rumänien, Bulgarien und in der Ukraine vor.[6][1]

## Nutzung
Nach Zander sind 2008 folgende Sorten als Zierpflanzen in Verwendung: ‘Indianerteppich’, ‘Nigrescens’, ‘Plenus’, ‘Sooty’.
Einzelne Sorten sollen durch Bastardierung mit der Chinesischen Nelke (Dianthus chinensis) entstanden sein.

## Trivialnamen
Für die Bartnelke bestehen bzw. bestanden auch die weiteren deutschsprachigen Trivialnamen: Büschelifriesli (Bern), Büschelinägeli (Bern), Buschnägeli, Buschnägali (St. Gallen im Rheintal), Dreuwnägelken (Pommern), Druwnägelk (Altmark), Fläschnägeli (Appenzell), schöner Hans, Nosegigger (Franken), Karthäusernelke (Thüringen und Sachsen), Klusternagelk (Holstein), Klusternelke (Weser), Plusternelke (Norddeutschland), tirkesch Nagelbleamen (Schässburg), Schuppanägeli (St. Gallen bei Sargans) und Tschuppanägeli (St. Gallen bei Werdenberg).

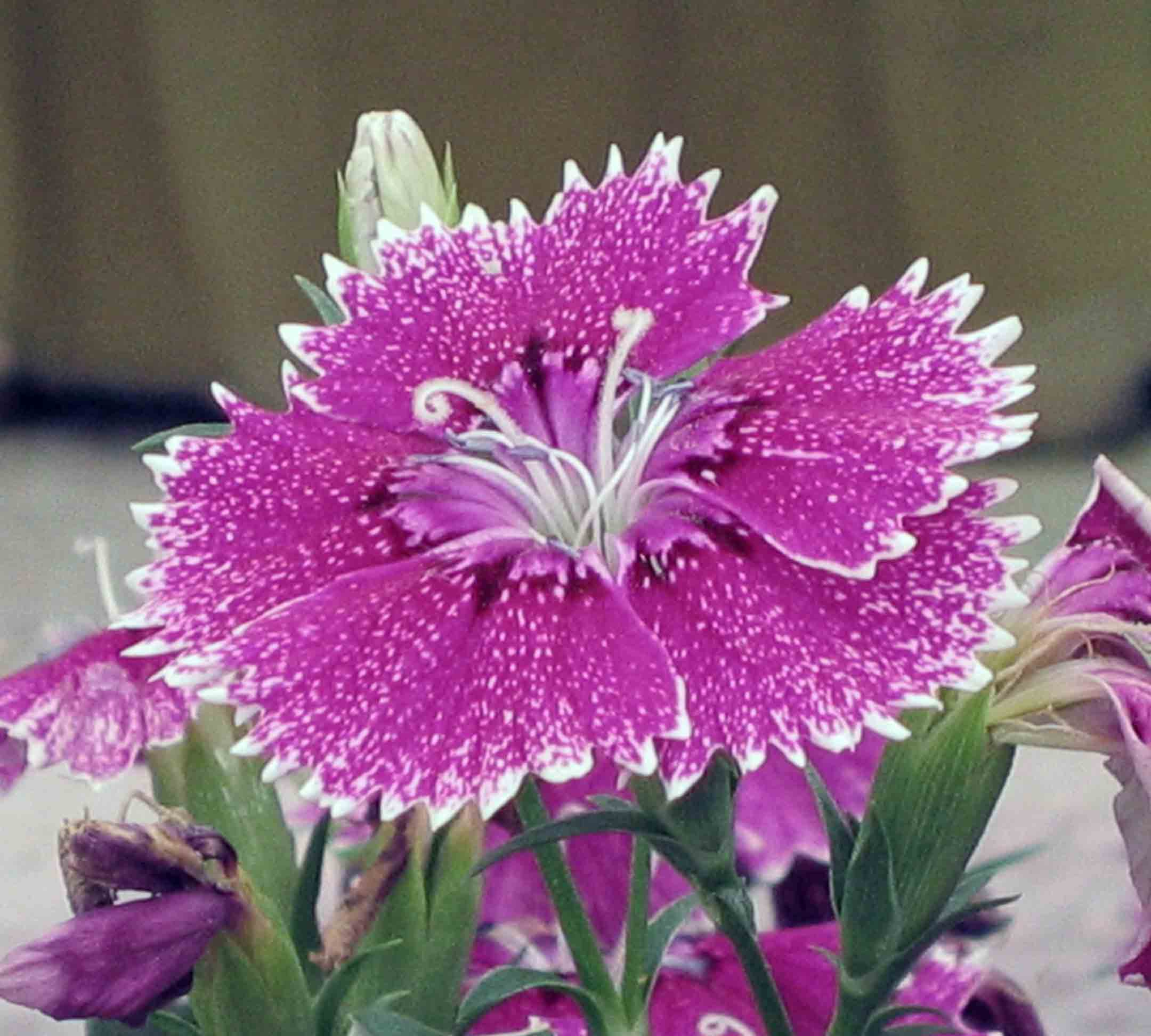
Blüte aus Hongkong
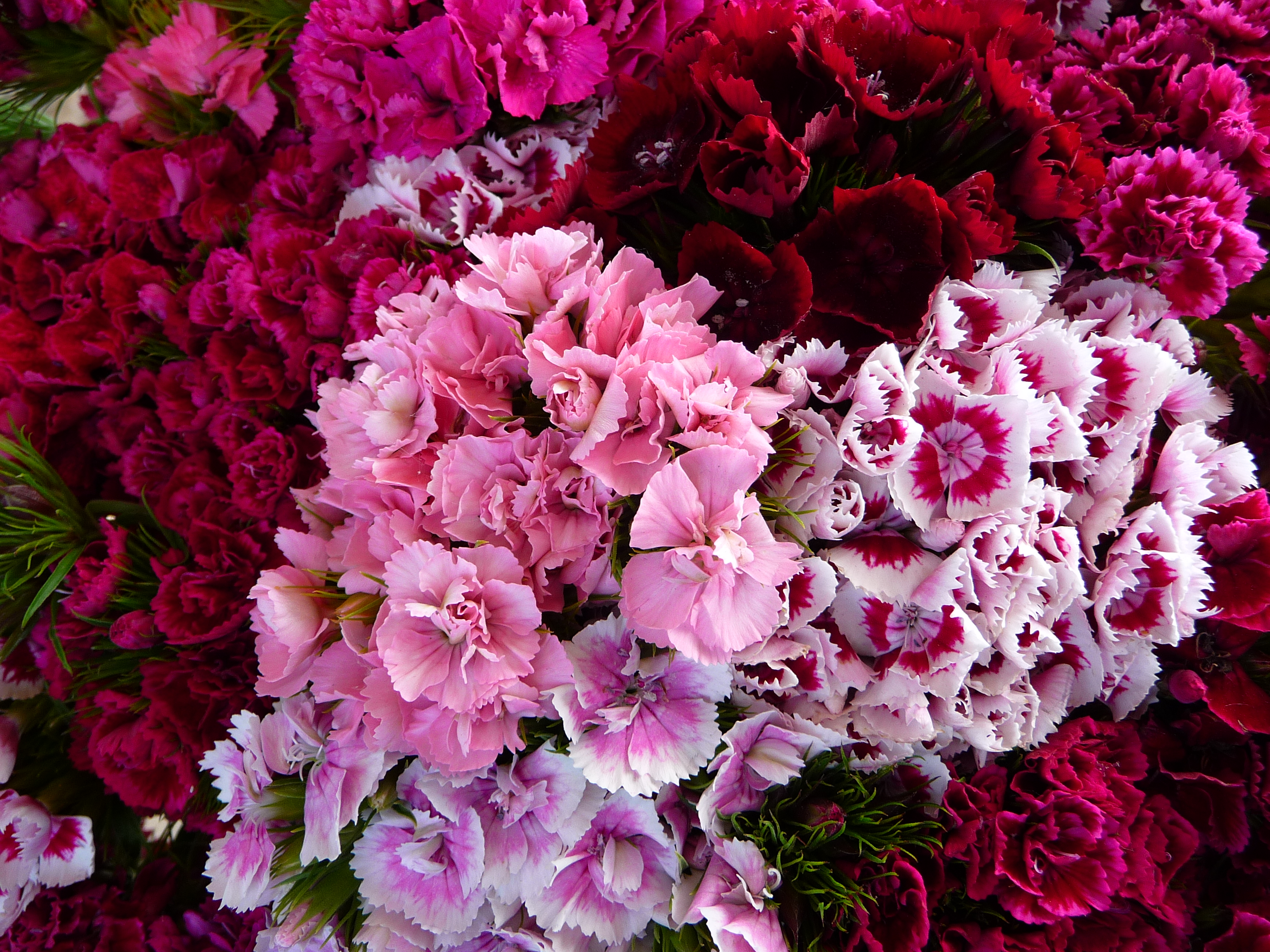
Bartnelken zum Strauß gebunden
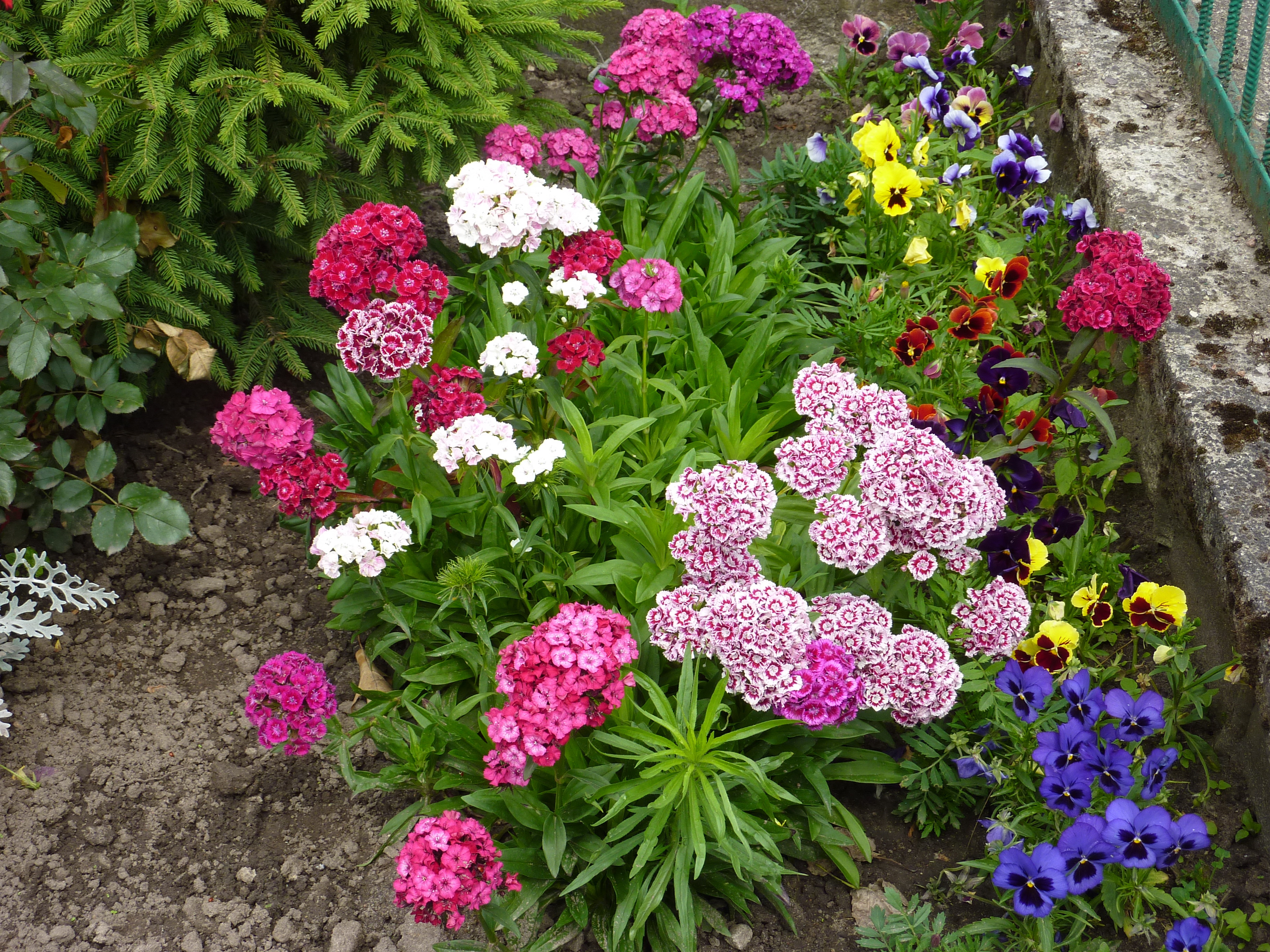
Bartnelke gezüchtet in verschiedenen Blütenfarben im Vorgartenbeet
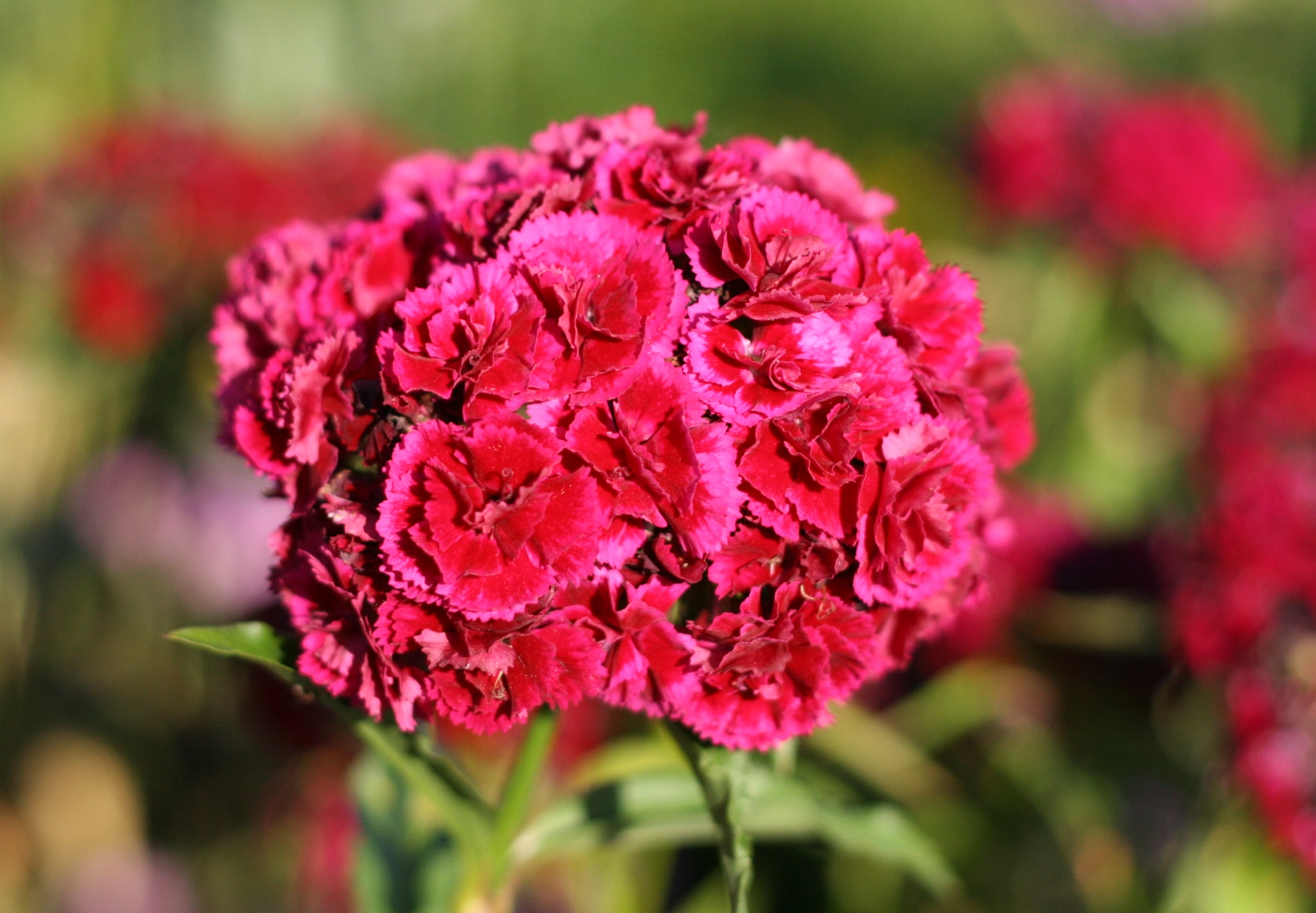
Bartnelke mit gefüllten Blüten